# Єпархія Тубурсікум-Буре
Єпархія Тубурсікум-Буре (лат. Dioecesis Thubursicensis-Bure) — колишня християнська єпархія, сьогодні — титулярна єпархія Католицької Церкви.

## Історія
Єпархія Тубурсікум-Буре бере свою назву від однойменного міста, що відповідає місту Тебурсук в теперішньому Тунісі. Єпархія була розташована на території римської провінції Африка і належала до Карфагенської митрополії.
Відомі імена чотирьох єпископів Тубурсікум-Буре. Августин Іппонський у своєму творі Проти Кресконія близько 404 року згадує єпископа Тубурсікум-Буре Сервуса. Він мав відповідника єпископа-донатиста Кипріяна. Останній, за свідченням Августина, був усунений від влади Приміаном, єпископом-донатистом Карфагена, тому що «був зловлений з дуже нечестивою жінкою в борделі».
У Карфагенському соборі 411 року взяли участь вищезгаданий Сервус, а також єпископ-донатист Тубурсікум-Буре Донат, який замінив Кипріяна. У Карфагенському соборі 525 року брав участь єпископ Тубурсікум-Буре Репарат.
Сьогодні Тубурсікум-Буре є титулярною єпархією Католицької Церкви. Титулярним єпископом Тубурсікум-Буре є Михайло Бубній, екзарх Одеський УГКЦ.

## Єпископи
- Сервус † (перед 404 — після 411)
  - Кипріян † (? — перед 411 усунений) (єпископ-донатист)
  - Донат † (згадується в 411) (єпископ-донатист)
- Репарат † (згадується в 525)

## Титулярні єпископи
- Віннібальд Джозеф Менезес † (29 листопада 1967 — 27 травня 2002 помер)
- Алоїзіу Жоржи Пена Вітрал (11 лютого 2006 — 25 листопада 2009 призначений єпископом Теофіло-Отоні)
- Михайло Бубній (з 13 лютого 2014)